# Плотницкий, Олег Юрьевич
Олег Юрьевич Плотницкий (укр. Олег Юрійович Плотницький; род. 5 июня 1997, Летковка, Винницкая область) — украинский волейболист, доигровщик итальянской «Перуджи» и сборной Украины, мастер спорта Украины.

## Спортивная карьера
Начинал заниматься волейболом в детско-юношеской спортивной школе № 1 города Хмельницкого под руководством отца, в прошлом выступавшего за хмельницкий «Новатор», а после завершения карьеры ставшего тренером-преподавателем ДЮСШ. В 12-летнем возрасте переехал в Харьков и поступил в Харьковское областное высшее училище физической культуры и спорта. В 2013—2015 годах играл за юниорскую сборную Украины, в 2014 году вошёл в состав фарм-команды харьковского «Локомотива» «Локо-Экспресс».
На старте карьеры Плотницкий успешно выступал на соревнованиях по пляжному волейболу. В паре с Алексеем Дениным в июне 2015 года принимал участие на I Европейских играх в Баку (17-е место), но главных достижений добился вместе с Ильёй Ковалёвым: в 2014 году этот тандем стал серебряным призёром чемпионата мира до 19 лет в Порту и занял 9-е место на Юношеских Олимпийских играх в Нанкине; в 2015-м выиграл бронзовые медали чемпионата Европы до 20 лет в Ларнаке и взрослого этапа Евротура в Биле, а также стал чемпионом Украины. Осенью 2015 года Плотницкий и Ковалёв, выступавший в классическом волейболе за «Винницу», вошли в состав основной команды харьковского «Локомотива».
В августе 2016 года Плотницкий в паре с Денисом Денисенко занял 4-е место на чемпионате Европы по пляжному волейболу до 22 лет в Салониках и сразу после завершения этого турнира присоединился к молодёжной сборной по классическому волейболу для выступления на чемпионате Европы U20 в Пловдиве. Команда под руководством Николая Пасажина сенсационно выиграла серебро, не сумев справиться только с поляками, а Плотницкий был признан самым ценным игроком чемпионата благодаря хорошей общей игре и, прежде всего, подаче. В 7 матчах леворукий доигровщик украинской команды исполнил 31 эйс, в том числе 8 в полуфинале против Италии, где его выходы на подачу позволили украинцам отыграться со счёта 20:22 в четвёртой партии и 9:13 — в пятой, которая, а с ней и вся игра, завершилась шестью подряд очками, набранными на подачах Плотницкого.
24 мая 2017 года в Лионе провёл первый матч за национальную сборную Украины под руководством Угиса Крастиньша в рамках отборочного турнира чемпионата мира, затем сыграл в групповом турнире Евролиги и вновь присоединился к молодёжной команде для выступления на мировом первенстве в Чехии. В августе 2017 года играл на Универсиаде в Тайбэе, где команда Крастиньша заняла 4-е место. Уже в следующем году Плотницкий стал капитаном национальной сборной. В её составе выступал на трёх чемпионатах Европы, дважды выигрывал серебряные медали Евролиги, становился лучшим игроком Евролиги-2021 по количеству эйсов, а на чемпионате Европы 2023 года разделил звание лучшего подающего с игроком сборной Нидерландов Нимиром Абдель-Азизом.

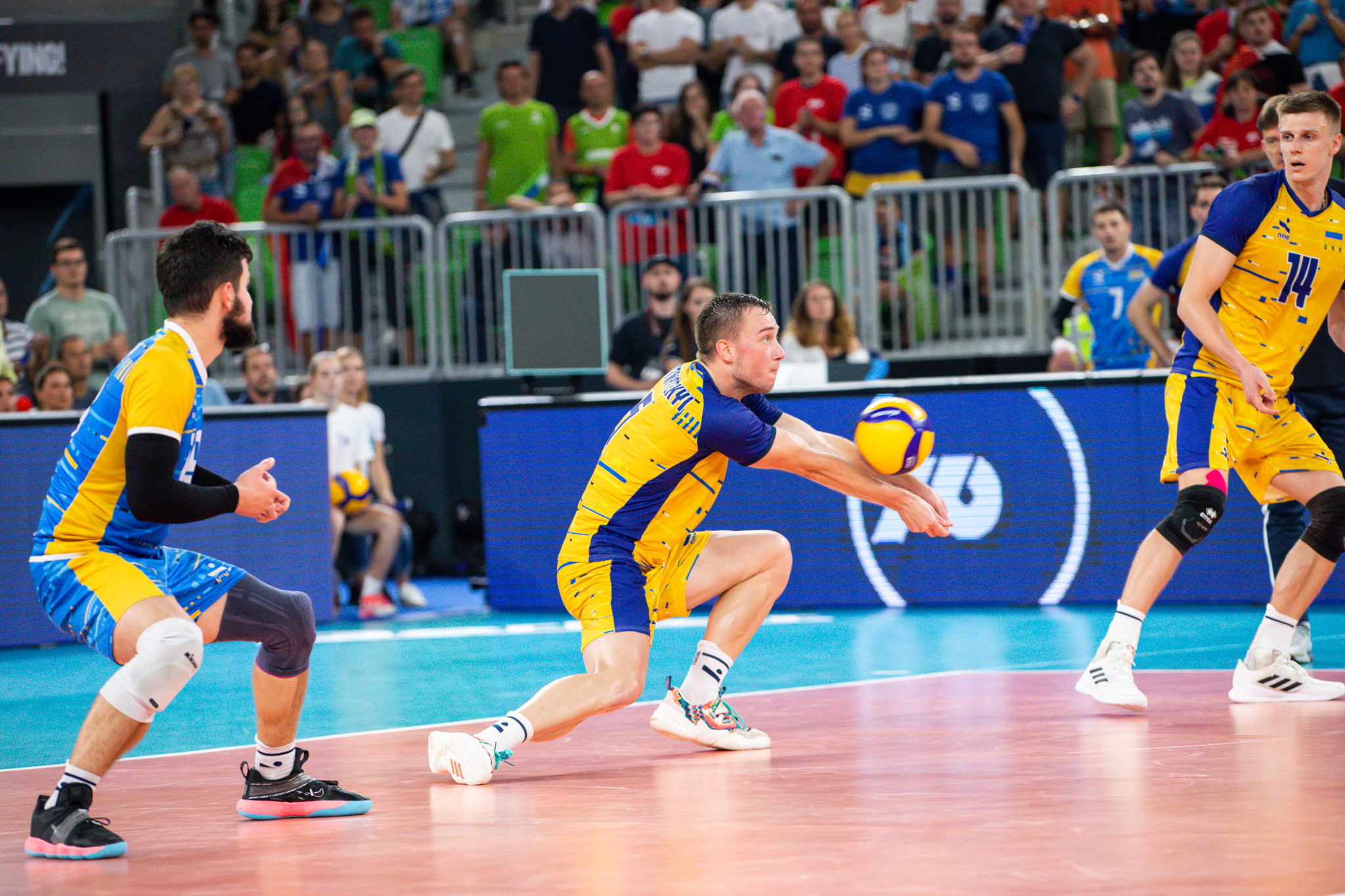
7 сентября 2022 года. Олег Плотницкий в четвертьфинальном матче чемпионата мира

В составе харьковского «Локомотива» провёл два сезона, став двукратным чемпионом Украины, обладателем национального Кубка и Суперкубка. В ноябре 2017 года покинул «Локомотив» и перешёл в итальянскую «Монцу», которой помог выиграть путёвку в еврокубки, а спустя год — дойти до финала Кубка вызова, в котором она уступила «Белогорью». Летом 2019 года подписал контракт с одним из сильнейших клубов Европы — «Перуджей». В сезоне-2020/21 пробился в основной состав апеннинского гранда и по общему количеству набранных за клуб очков в итальянской Суперлиге уступил только Вильфредо Леону. В составе «Перуджи» Плотницкий становился чемпионом Италии, выиграл два Кубка страны и пять национальных Суперкубков. В 2022 и 2023 годах выиграл золотые медали чемпионатов мира среди клубов, по итогам турнира 2023 года в Бангалоре был признан самым ценным игроком. В мае 2025 года стал победителем Лиги чемпионов.
В августе — сентябре 2022 года Олег Плотницкий выступал на чемпионате мира в Польше и Словении, став на этом турнире лучшим подающим и заняв 8-ю строчку в рейтинге самых результативных игроков. Сборная Украины добилась высшего достижения в своей истории, добравшись до четвертьфинального матча, в котором со счётом 1:3 уступила словенцам. Капитан украинской команды набрал в этом поединке 30 очков, а в концовке четвёртой партии выполнил серию мощных подач с двумя эйсами, превративших счёт 19:24 в 23:24, но итоговая победа осталась за хозяевами площадки.    

## Достижения

### С клубами
- Чемпион Украины (2015/16, 2016/17).
- Обладатель Кубка Украины (2015), cеребряный призёр Кубка Украины (2016/17).
- Обладатель Суперкубка Украины (2017).
- Чемпион Италии (2023/24), серебряный (2020/21, 2021/22) и бронзовый (2024/25) призёр чемпионата Италии.
- Обладатель Кубка Италии (2021/22, 2023/24).
- Серебряный призёр Кубка Италии (2019/20, 2020/21).
- Обладатель Суперкубка Италии (2019, 2020, 2022, 2023, 2024).
- Победитель Лиги чемпионов (2024/25).
- Серебряный призёр Кубка вызова (2018/19).
- Победитель клубного чемпионата мира (2022, 2023).

### Со сборными
- Серебряный призёр Евролиги (2021, 2023).
- Бронзовый призёр Кубка претендентов (2023).
- Серебряный призёр чемпионата Европы среди молодёжных команд (2016).
- Серебряный призёр чемпионата EEVZA среди юношей (2014).

### Индивидуальные призы
- MVP и лучший доигровщик чемпионата Европы среди молодёжных команд (2016).
- MVP чемпионата Украины (2016/17)[19].
- Лучший доигровщик Суперкубка Украины (2017)[20].
- MVP Суперкубка Италии (2022)[21].
- MVP и лучший доигровщик клубного чемпионата мира (2023).
- MVP Кубка Италии (2024).
- В символической сборной «Финала четырёх» Лиги чемпионов (2025).

### В пляжном волейболе
- Серебряный призёр чемпионата мира U19 (2014).
- Бронзовый призёр чемпионата Европы U20 (2015).
- Бронзовый призёр турнира CEV серии «Мастерс» в Биле (2015).
- Чемпион Украины (2015), серебряный призёр чемпионата Украины (2014).
- Серебряный призёр Кубка Украины (2014).

## Личная жизнь
Олег Плотницкий — выпускник факультета физической культуры Каменец-Подольского национального университета имени Ивана Огиенко.
Женат на волейболистке Анне Степанюк. 9 июля 2021 года в семье родился сын Святослав.